# 20th Century Blues
 (janvier 2017).
Si vous disposez d'ouvrages ou d'articles de référence ou si vous connaissez des sites web de qualité traitant du thème abordé ici, merci de compléter l'article en donnant les références utiles à sa vérifiabilité et en les liant à la section « Notes et références ».
Albums de Marianne Faithfull
A Secret Life
(1995) Weill: The Seven Deadly Sins
(1998)
20th Century Blues est un album live de la chanteuse rock anglaise Marianne Faithfull sorti en 1997.
Il s'agit de l'enregistrement d'un concert issu d'une tournée ayant pour thème les chansons des années 1930, avec une nette prédilection pour Kurt Weill et Bertolt Brecht. La seule exception à ce répertoire contemporain de la République de Weimar est Don't Forget Me de Harry Nilsson.

## Liste des titres
| 1.    | Alabama Song                     | Kurt Weill, Bertolt Brecht | 4:18 |
| 2.    | Want to Buy Some Illusions       | Friedrich Hollaender       | 3:57 |
| 3.    | Pirate Jenny                     | Weill, Brecht              | 4:58 |
| 4.    | Salomon Song                     | Weill, Brecht              | 3:43 |
| 5.    | Boulevard of Broken Dreams       | Al Dubin, Harry Warren     | 3:34 |
| 6.    | Complainte de la Seine           | Weill, Maurice Magre       | 4:08 |
| 7.    | The Ballad of the Soldier's Wife | Weill, Brecht              | 4:08 |
| 8.    | Intro                            |                            | 1:12 |
| 9.    | Mon ami, My Friend               | Weill, Brecht              | 2:25 |
| 10.   | Falling in Love Again            | Hollaender                 | 2:22 |
| 11.   | Mack the Knife                   | Weill, Brecht              | 3:32 |
| 12.   | Twentieth Century Blues          | Noel Coward                | 3:19 |
| 13.   | Don't Forget Me                  | Harry Nilsson              | 3:40 |
| 14.   | Surabaya Johnny                  | Weill, Brecht              | 5:55 |
| 15.   | Outro : Street Singers Farewell  | Weill, Brecht              | 3:22 |
| 53:53 |                                  |                            |      |